# 안토니오 데 레이바

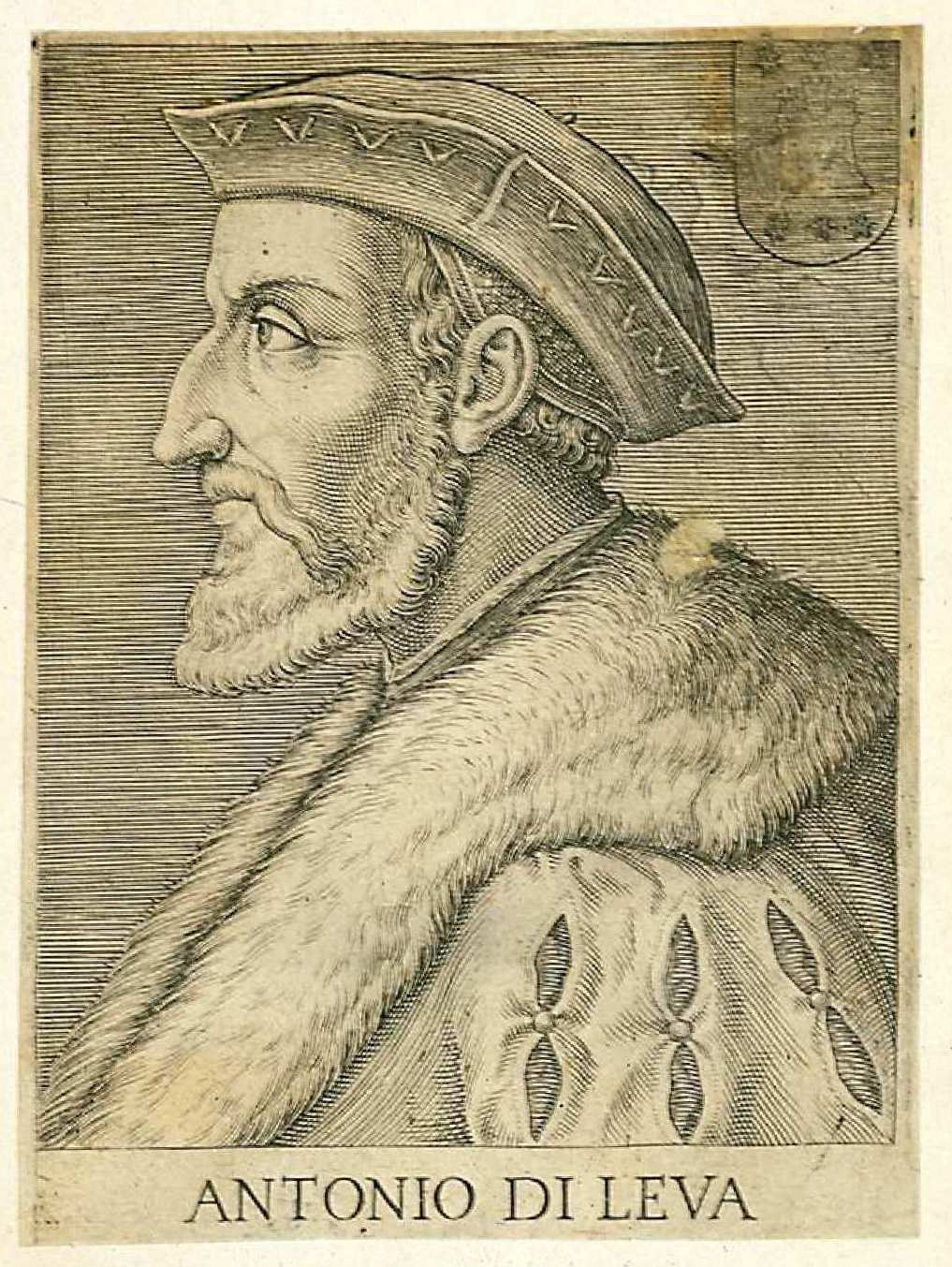
안토니오 데 레이바.

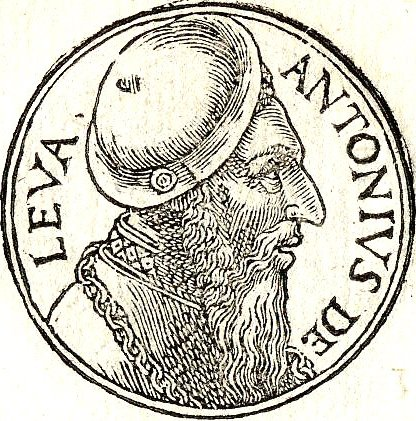
"Promptuarii Iconum Insigniorum"(위인 전기집)에서

안토니오 데 레이바(Antonio de Leyva, 1480년–1536년)는 이탈리아 전쟁 기간의 스페인의 장군이다. 1521년-1526년 이탈리아 전쟁 동안 그는 프랑수아 1세의 파비아 공성전에서 파비아를 방어했었으며, 1525년 파비아 전투에 참여했었다. 페르난도 데 아발로스 사망 후, 그는 코냐크 동맹 전쟁에서 이탈리아내 더 많은 지휘권을 지니게 됐고 후에는 프로방스 침공을 시도한후 사망하고 말았다.

## 생애
나바라에 속하는 가문 출신인 그는 그라나다에서 발생한 무데하르들의 반란을 진합하는데 어려움을 겪은 알푸하라스에서 군사적 데뷔를 하였고 이후 그란 카피탄 하 이탈리아내에서 복무했었다(1503년–1504년). 그는 이탈리아 전쟁에서 중요한 부분을 차지했고 라벤나 전투(1512년)에서 부상을 입었다. 이후 페스카라 후작 지휘하에서 그는 밀라노 인근과 1524년에 불운했던 프로방스 원정에서 전투를 벌였다.
프로방스 원정 실패 후, 그는 파비아 수비대 사령관 직을 맡았고 여기에서 프랑수아 1세가 이끈 프랑스군의 긴 공성을 한결같이 막아내며, 스페인군과 황제군의 합류 시간을 벌었고 그 유명한 파비아 전투에서 승리를 거뒀다.
1525년 그는 밀라노 공국의 황제군 총사령관 자리를 페스카라 후작에게서 이어받았다. 마지막 스포르차 가문 공작인 프란체스코 2세가 1535년에 사망하자, 카를 5세는 그를 밀라노 총독으로 임명하였다.
레이바의 공적을 검토하는 동안, 카를 5세는 일반적인 미늘창병의 옷차림을 하고 나타나 "안토니오 데 레이바의 용감한 테르시오 병사, 카를로스 데 간테"로서 테르시오들의 명부에 기록해달라고 요청했다고 한다.
그는 1536년 프로방스 원정 중에 통풍으로 사망했지만, 오늘날 파괴된 밀라노의 산 디오니지(San Dionigi) 교회에 묻혔다.
그의 후손들은 밀라노에서 거주하고 있으며, 가장 중요한 가문 중 하나가 되었다. 그의 후손 중 한 명은 악명높은 마리아나 데 레비아 이 마리노이다.

## 참고 서적
- Bleiberg, Germán (editor). Diccionario de Historia de España vol.2. Madrid, 1986. ISBN 84-206-5206-7.
- Konstam, Angus. Pavia 1525: The Climax of the Italian Wars. Oxford: Osprey Publishing, 1996. ISBN 1-85532-504-7.
- Lopez, Ignacio. The Spanish Tercios. Oxford: Osprey Publishing, 2012. ISBN 978-1849087933.